# Thomas Graham (kemičar)
Thomas Graham (21. prosinca 1805. – 16. rujna 1869.) bio je britanski kemičar poznat po pionirskom radu u dijalizi i difuziji plinova. Smatra se jednim od utemeljitelja kemije koloida.

## Biografija
Graham je rođen u Glasgowu gdje je završio srednju školu. Otac mu je bio je uspješni proizvođač tekstila i želio je da se njegov sin zaredi u Crkvu Škotske. Umjesto toga, prkoseći očevim željama, Graham je 1819. postao student na Sveučilištu u Glasgowu. Tamo je razvio snažan interes za kemiju, studirajući kod profesora Thomasa Thomsona, koji je bio impresioniran mladićem. Napustio je sveučilište nakon što je magistrirao 1824.
Kasnije je studirao medicinu na Sveučilištu u Edinburghu, a zatim je kratko predavao kemiju na Medicinskom fakultetu Sveučilišta u Glasgowu. Godine 1828. izabran je za počasnog člana Kraljevskog društva u Edinburghu, na prijedlog Edwarda Turnera. Dobitnik je Keithove medalje Društva za razdoblje 1831. – 1833.
Za prvog profesora kemije na Andersonovoj medicinskoj školi imenovan je 1830. godine. Držao je predavanja na Institutu za mehaniku u Glasgowu prije nego što se preselio na mjesto profesora na Sveučilištu u Londonu, gdje je osnovao Londonsko kemijsko društvo 1841. godine. Za stranog člana Švedske kraljevske akademije znanosti izabran je 1866. godine.
Od 1855. godine do svoje smrti bio je upravitelj kraljevske kovnice novca i posljednja osoba koja je obnašala tu funkciju.
Umro je na Gordon Squareu u Londonu, ali je njegovo tijelo vraćeno u Glasgow radi pokopa u obiteljskom grobu u Glasgowskoj katedrali.

## Znanstveni radovi
Thomas Graham poznat je po svojim studijama o ponašanju plinova, što je rezultiralo njegovom formulacijom dvaju odnosa, poznatim kao "Grahamovi zakoni": prvi se odnosi na difuziju plinova, a drugi na efuziju. U prvom slučaju Graham je zaključio da je, kada se više puta mjeri pod istim uvjetima tlaka i temperature, brzina difuznog miješanja plina obrnuto proporcionalna kvadratnom korijenu njegove gustoće, a s obzirom na odnos između gustoće i molarne mase, također obrnuto proporcionalan kvadratnom korijenu njegove molarne mase. Na isti način, u potonjem slučaju, s obzirom na izljev plina kroz maleni otvor, Graham je zaključio da je brzina izljeva plina obrnuto proporcionalna kvadratnom korijenu njegove molarne mase. Ova dva se ponekad nazivaju kombiniranim zakonom (koji opisuje oba fenomena).
U primijenjenim područjima Graham je napravio temeljna otkrića vezana uz dijalizu, proces koji se koristi u istraživačkim i industrijskim okruženjima, kao i u modernom zdravstvu. Grahamovo proučavanje koloida rezultiralo je mogućnošću odvajanja koloida i kristaloida pomoću takozvanog "dijalizatora", koristeći tehnologiju koja je rudimentarna preteča tehnologije u modernim uređajima za dijalizu. Ove studije bile su temeljne u polju poznatom kao kemija koloida, a Graham je zaslužan kao jedan od njegovih osnivača.

## Publikacije
- O zakonu difuzije plinova (1833.)

## Počasti, aktivnosti i priznanja
- Izabran je za počasnog člana Kraljevskog društva u Edinburghu (1828.) koji je primio Keithovu medalju za 1831. – 1833.
- Član Kraljevskog društva od 1836. god.
- Prvi predsjednik Londonskog kemijskog društva 1841. god.
- Kraljevska medalja Kraljevskog društva 1837. i 1863. god.
- Počasni doktorat (DCL) Sveučilišta u Oxfordu 1853. god.
- Copleyjeva medalja Kraljevskog društva 1862. god.
- Prix Jecker Pariške akademije znanosti 1862. god.
- Grahamov kip isklesao je William Brodie i postavio 1872. na George Squareu u Glasgowu[7]
- Sveučilište Strathclyde nazvalo je zgradu u kojoj se nalazi odjel za kemiju zgradom Thomasa Grahama.
- Sjedište Kraljevskog kemijskog društva u Cambridgeu u Engleskoj zove se Thomas Graham House

## Vanjske poveznice
- Graham, Thomas. 1833. Researches on the Arseniates, Phosphates, and Modifications of Phosphoric Acid. Philosophical Transactions. The Alembic club. 123: 253–284. doi:10.1098/rstl.1833.0015. Pristupljeno 20. ožujka 2008.
- Biografija
- Nekrolog iz prirode AW Williamsona
- Radovi Thomasa Grahama  Arhivirana inačica izvorne stranice od 22. travnja 2023. (Wayback Machine)
- Records of Glasgow Mechanics' Institution / College of Science and Arts  Arhivirana inačica izvorne stranice od 22. travnja 2023. (Wayback Machine)